# Basarabowie

Herb Basarabów

Basarabowie (rum. Basarabii) – dynastia, której przedstawiciele panowali na Wołoszczyźnie od XIV do XVII w. (kilku jej przedstawicieli zasiadło także w XVI i XVII w. na tronie Mołdawii oraz Siedmiogrodu).

## Historia
Pierwsi Basarabowie uznawani są za założycieli państwa wołoskiego – pierwszym pewnym ich przedstawicielem (a zarazem pierwszym niezależnym władcą Wołoszczyzny), od którego imienia pochodzi nazwa dynastii, był Basarab I, panujący w
pierwszej połowie XIV w., być może pochodzenia kumańskiego.
Następstwo tronu w ramach dynastii było skomplikowane z uwagi na formalnie nie dziedziczny, a elekcyjny system wyboru hospodara przez bojarów wołoskich, przy czym pod uwagę brani byli na równi legalni, jak i nieślubni potomkowie Basarabów. W początkach XV w. wyodrębniły się dwie skłócone ze sobą linie Basarabów: Danowiczów (rum. Dănești, potomkowie Dana I) oraz Drakulów (rum. Drăculești, potomkowie Mirczy Starego i jego najmłodszego syna Włada Diabła). Z biegiem czasu panowanie Basarabów coraz częściej było przerywane przez przedstawicieli innych rodów wołoskich, często spokrewnionych lub spowinowaconych z Basarabami, którzy zdobyli sobie poparcie możnych lub mocarstw (szczególnie Imperium Osmańskiego). Sytuację komplikowali ponadto kandydaci do tronu powołujący się fałszywie na pochodzenie od Basarabów (np. Neagoe Basarab, pochodzący z rodziny Craiovești, a podający się za syna ostatniego z Danowiczów Basaraba Młodego).
Okres panowania Basarabów można podzielić na dwie części. W XIV w. Wołoszczyzna walczyła o niezależność z Węgrami, aktywnie uczestnicząc także w polityce bułgarskiej – najwybitniejszym władcą w tym czasie był hospodar Mircza Stary, który starał się państwu zapewnić niezależność i znacznie poszerzył jego granice. Natomiast po jego śmierci Wołoszczyzna, do której południowej granicy dotarli Turcy, zaczęła popadać w zależność od imperium osmańskiego. Jeszcze w XV w. wielu jej władców otwarcie opowiadało się po stronie Węgier lub próbowało lawirować między dwoma potężnymi sąsiadami, kraj nie miał jednak faktycznie żadnych szans na uniezależnienie się. Do najwybitniejszych przedstawicieli Basarabów w tym okresie należeli Wład Palownik (zwycięski w bojach z Turkami, znany ze swego okrucieństwa) oraz być może Michał Waleczny (jego pochodzenie z tej dynastii jest dyskusyjne; dokonał on zjednoczenia pod swoim berłem Wołoszczyzny, Mołdawii i Siedmiogrodu, jednak na krótko).
Niektórzy z Basarabów, w okresie dominacji tureckiej, dobrowolnie lub z przymusu przechodzili na islam, co eliminowało ich prawa do tronu wołoskiego, pełnili natomiast często funkcje na dworze sułtańskim.
Ostatnim władcą wołoskim z dynastii Basarabów był Mihnea III, który panował w latach 1658–1659.

## Genealogia
Filiacja (w niektórych wypadkach domniemana) hospodarów wołoskich i mołdawskich z dynastii Basarabów (w nawiasach daty panowania, W - Wołoszczyzna, M - Mołdawia):
```
Tihomer (Togomer), zm. ok. 1310, wojewoda wołoski
|→ 
Basarab I
, W 1310-1352
   |→ 
Mikołaj Aleksander
, W 1352-1364
      |→ 
Władysław I Samoderżec
, W 1364-1377
      |→ 
Radu I
, W 1377-1383
         |→ 
Dan I
, W 1383-1386
         |  |→ 
Wład I Uzurpator
, W 1395-1396
         |  |→ 
Dan II
, W 1422-1426, 1427-1431
         |     |→ 
Basarab II
, W 1442-1443
         |     |  |→ 
Basarab IV Młody
, W 1477-1481, 1481-1482
         |     |→ 
Władysław II Dan
, W 1447-1448, 1448-1456
         |     |  |→ ?
         |     |     |→ 
Władysław III
, W 1523, 1524, 1525
         |     |        |→ 
Mojżesz
, W 1529-1530
         |     |→ 
Basarab III Stary
, W 1473, 1474, 1474, 1475-1476, 1476-1477
         |→ 
Mircza I Stary
, W 1386-1395, 1396-1418
            |→ 
Michał I
, W 1418-1420
            |→ 
Radu II Praznaglava
, W 1420-1422, 1426-1427
            |→ 
Aleksander Aldea
, W 1431-1436
            |→ 
Wład II Diabeł
, W 1436-1442, 1443-1447
               |→ 
Mircza II
, W 1442
               |→ 
Wład III Palownik
, W 1448, 1456-1462, 1476
               |  |→ 
Mihnea I Zły
, W 1508-1509
               |     |→ 
Mircza III
, W 1509-1510
               |        |→ 
Aleksander II Mircza
, W 1568-1574, 1574-1577
               |           |→ 
Mihnea II Poturczeniec
, W 1577-1583, 1585-1591
               |              |→ 
Radu IX Mihnea
, W 1601-1602, 1611, 1611-1616, 1620-1623, M 1616-1619, 1623-1626
               |                 |→ 
Aleksander Dziecię
, W 1623-1627, M 1629-1630
               |                 |→ 
Mihnea III
, W 1658-1659
               |→ 
Radu III Piękny
, W 1462-1473, 1473-1474, 1474, 1474-1475
               |→ 
Wład IV Mnich
, W 1481, 1482-1495
                  |→ 
Radu IV Wielki
, W 1495-1508
                  |  |→ 
Radu V z Afumați
, W 1522-1523, 1524, 1524-1525, 1525-1529
                  |  |  |→ 
Radu VIII Eliasz
, W 1552-1553
                  |  |→ 
Radu VI Badica
, W 1523-1524
                  |  |→ 
Wład VII Vintila
, W 1532-1535
                  |  |→ 
Radu VII Paisie
, W 1535-1545
                  |  |  |→ 
Patrascu Dobry
, W 1554-1557
                  |  |     |→ 
Vintila
, W 1574
                  |  |     |→ 
Piotr II Kolczyk
, W 1583-1585
                  |  |→ 
Mircza Pastuch
, W 1545-1552, 1553-1554, 1557-1559
                  |     |→ 
Piotr Młody
, W 1559-1568
                  |     |→ 
Piotr Kulawy
, M 1574-1577, 1578-1579, 1582–1591
                  |→ 
Wład V Młody
, W 1510-1512
                  |  |→ 
Wład VI Topielec
, W 1530-1532
                  |→ 
Wład Dragomir
, W 1521
```

## Galeria

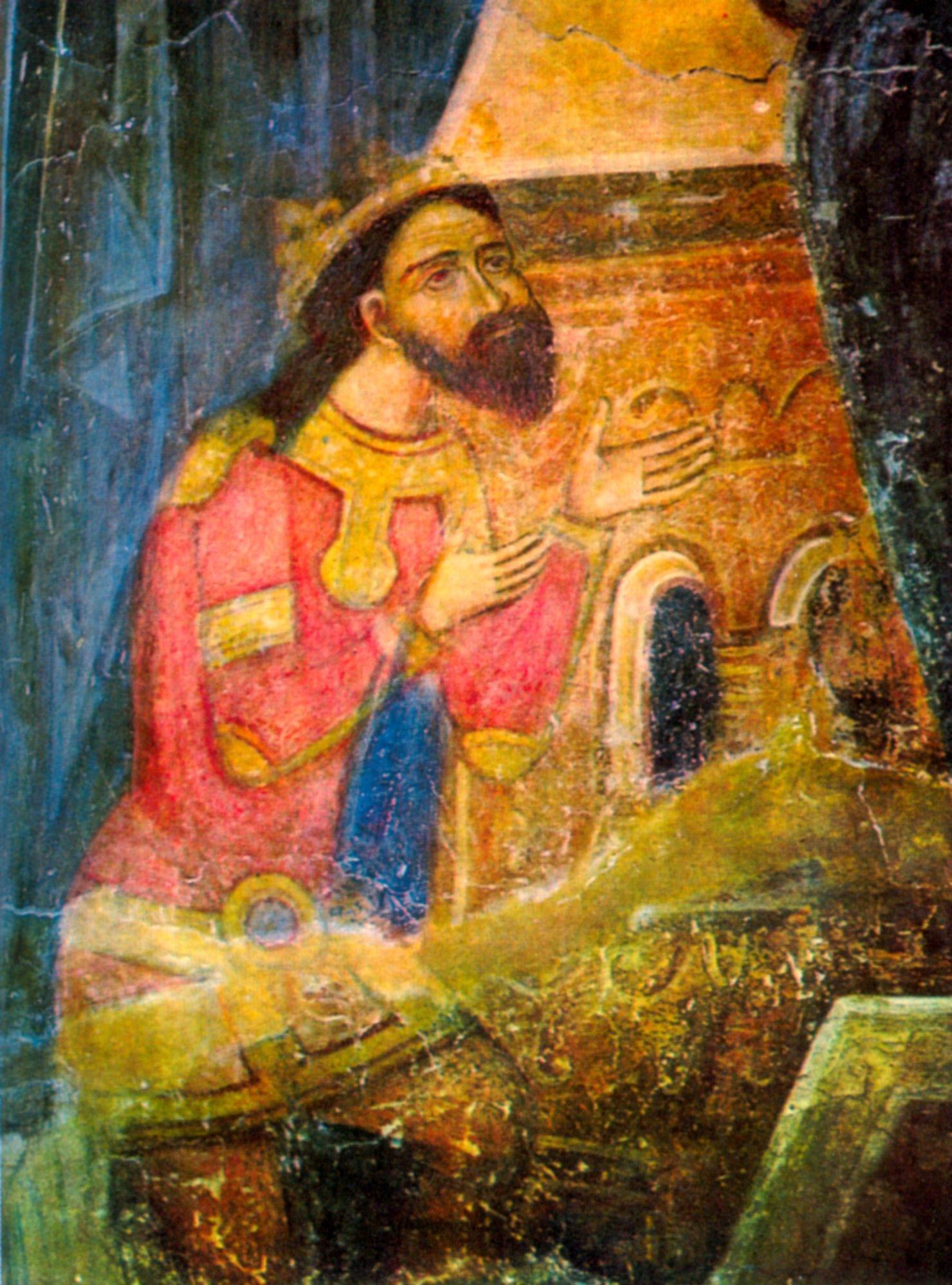
Basarab I Założyciel, wojewoda wołoski
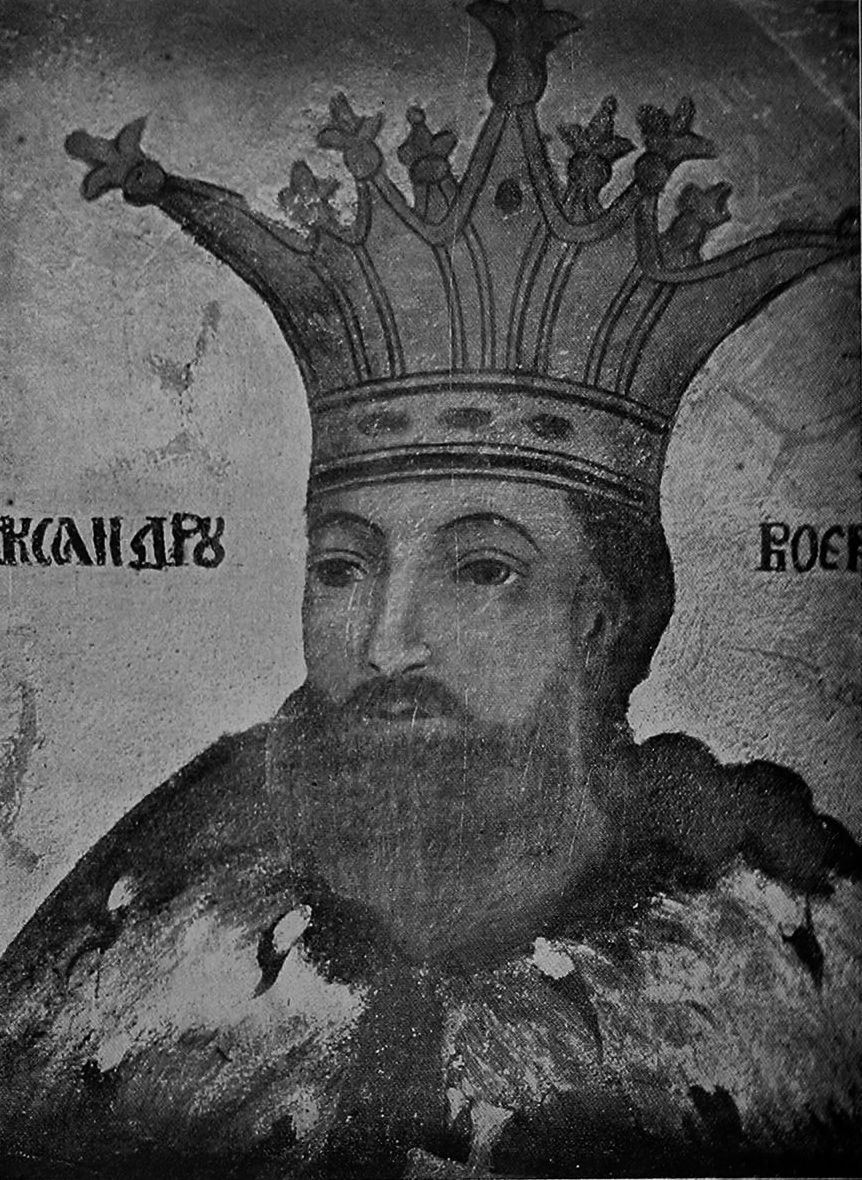
Mikołaj Aleksander, hospodar wołoski
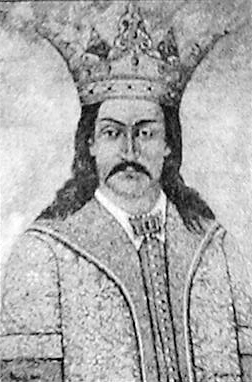
Władysław I Samoderżec, hospodar wołoski
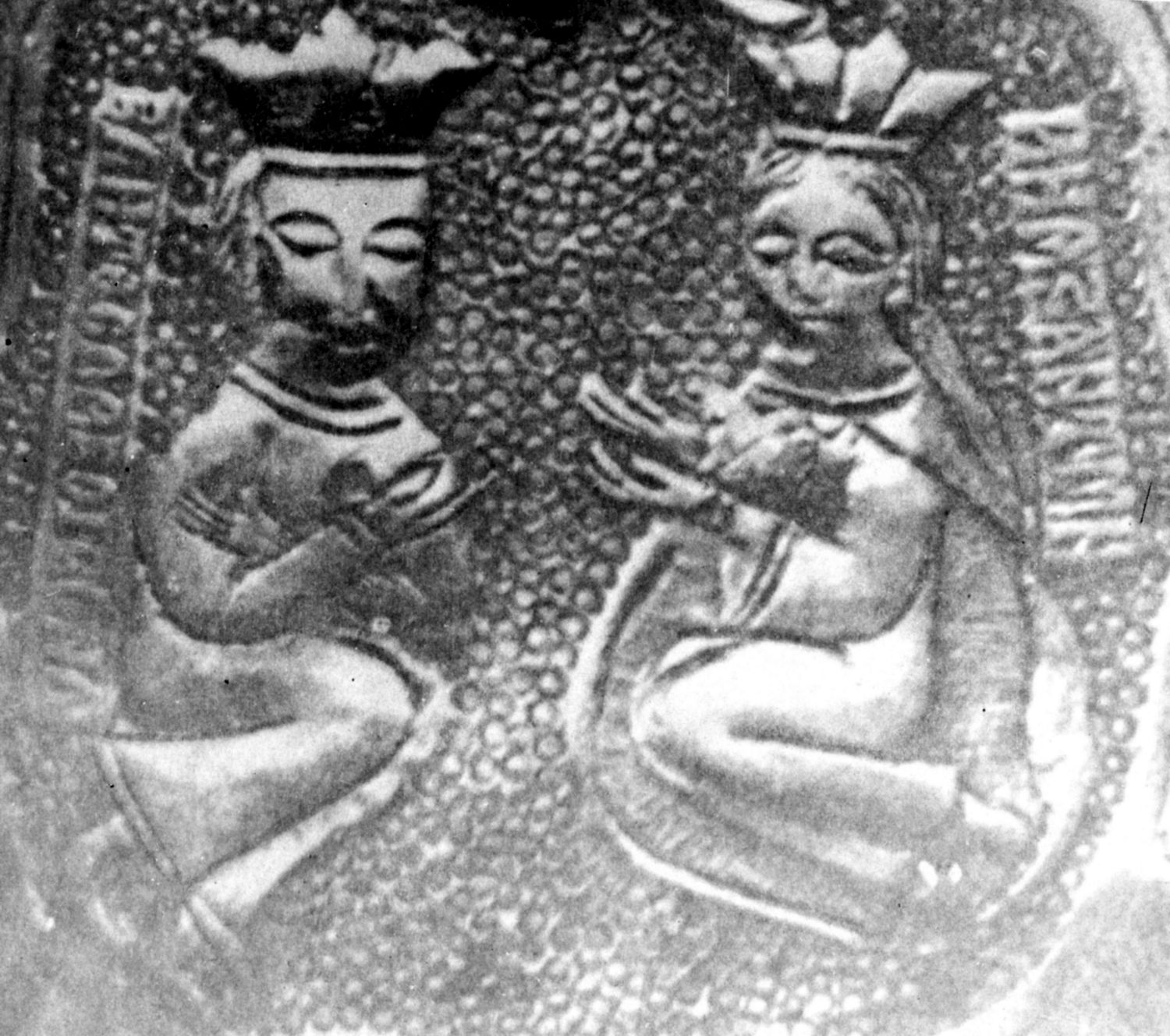
Władysław II Dan, hospodar wołoski
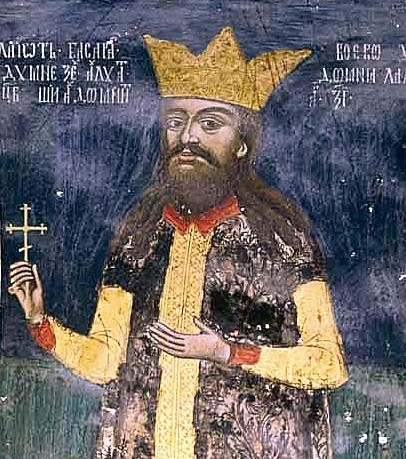
Basarab III Stary, hospodar wołoski
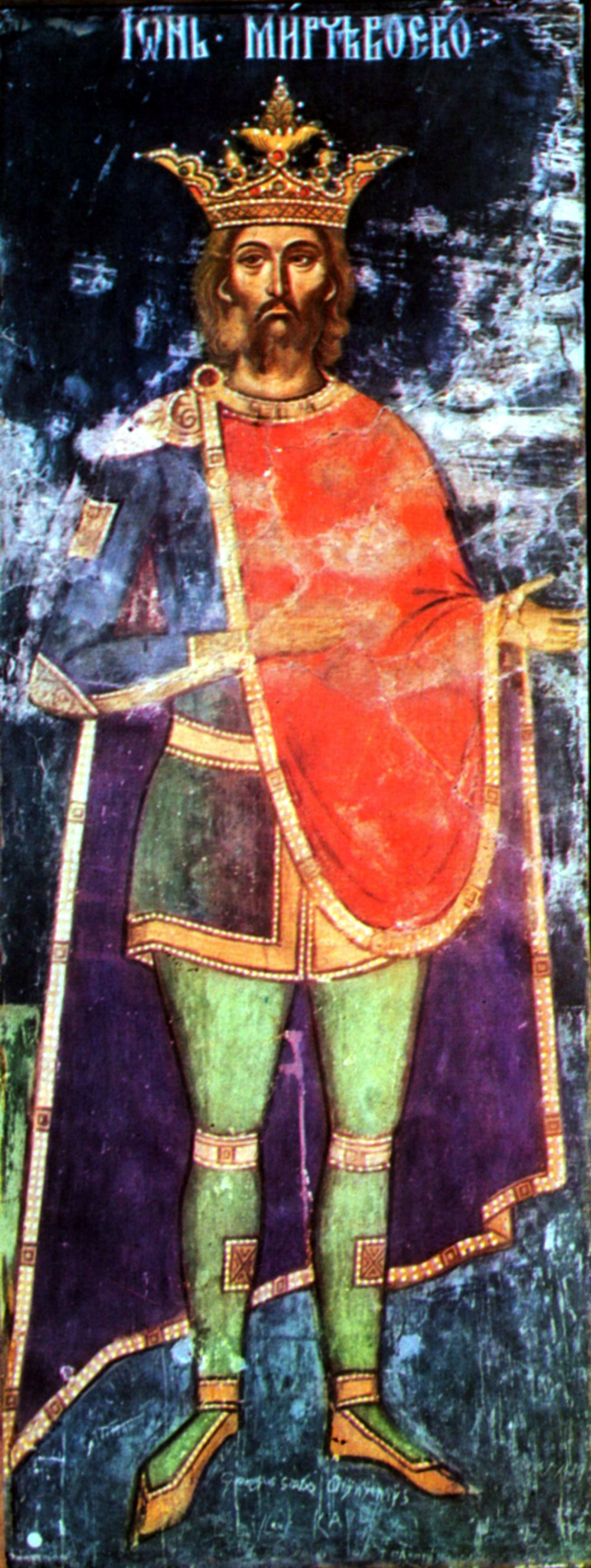
Mircza Stary, hospodar wołoski
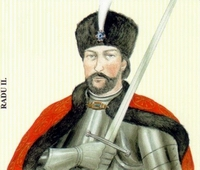
Radu II Praznaglava, hospodar wołoski
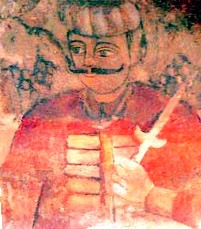
Wład Diabeł, hospodar wołoski
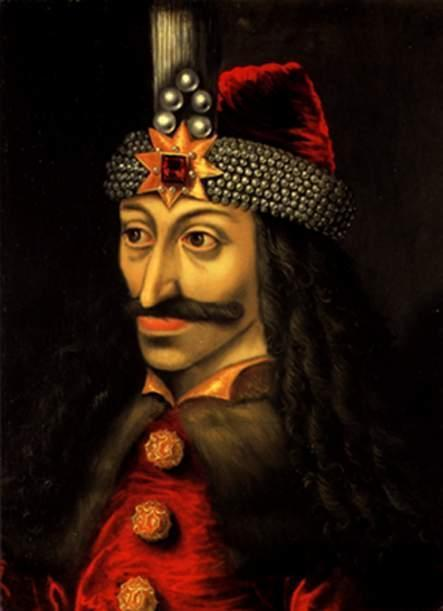
Wład Palownik, hospodar wołoski
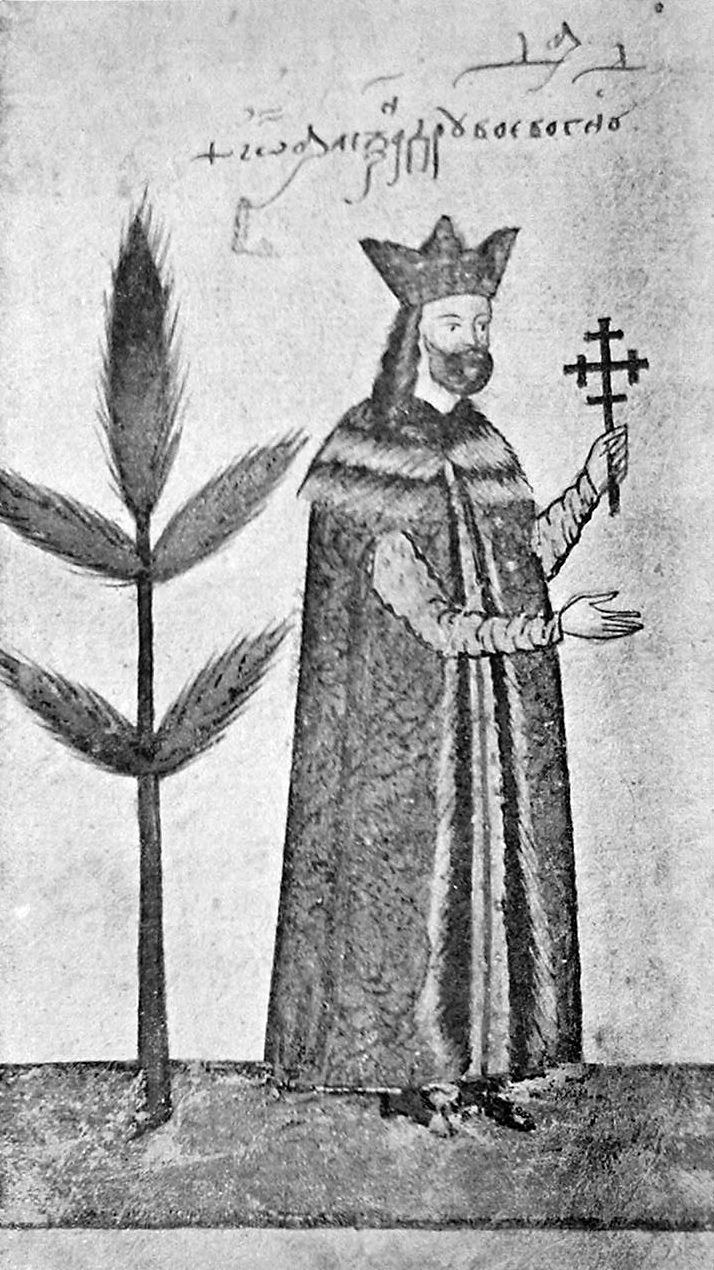
Aleksander II Mircza
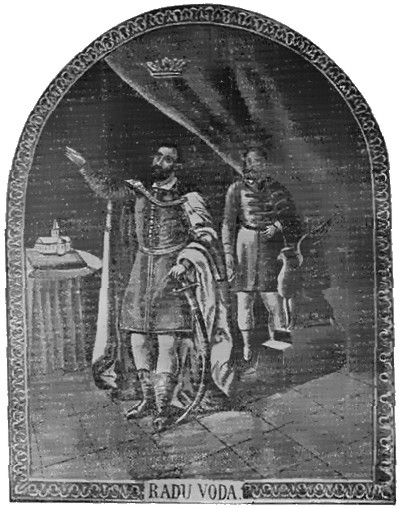
Radu Mihnea, hospodar wołoski
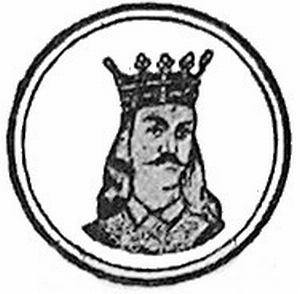
Radu Piękny, hospodar wołoski
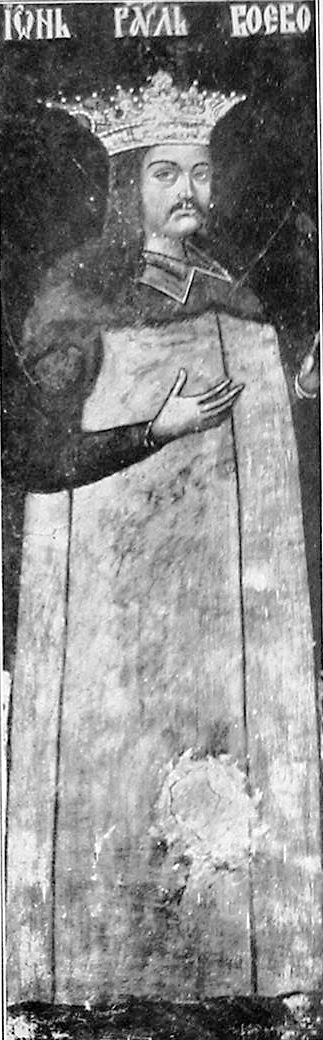
Radu Wielki, hospodar wołoski
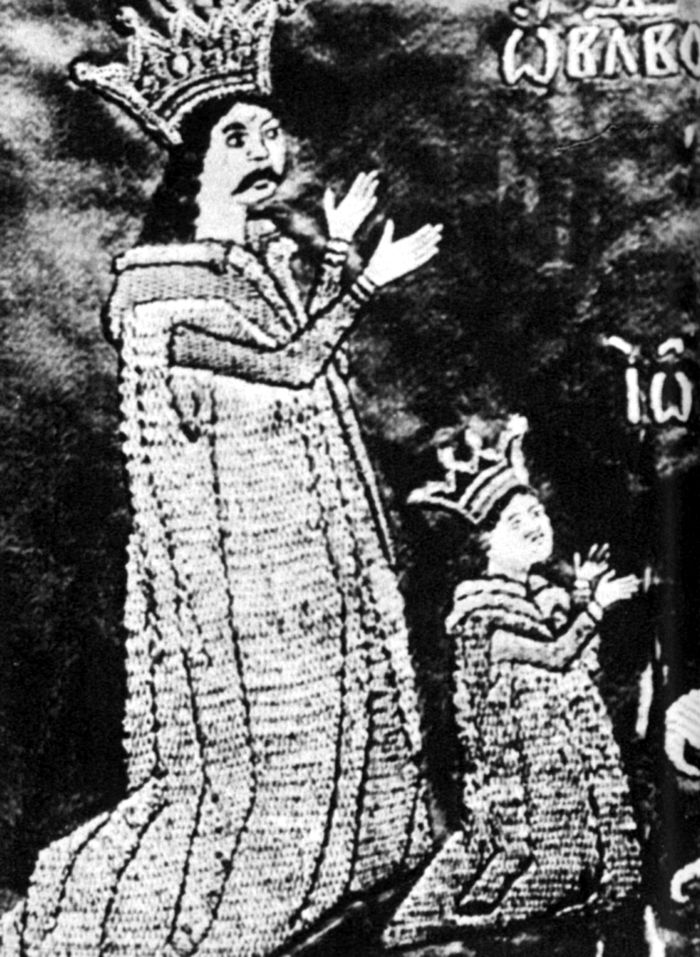
Wład VII Vintila, hospodar wołoski
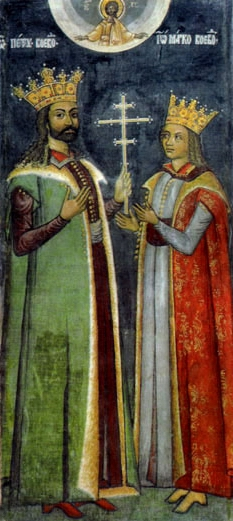
Radu Paisie, hospodar wołoski
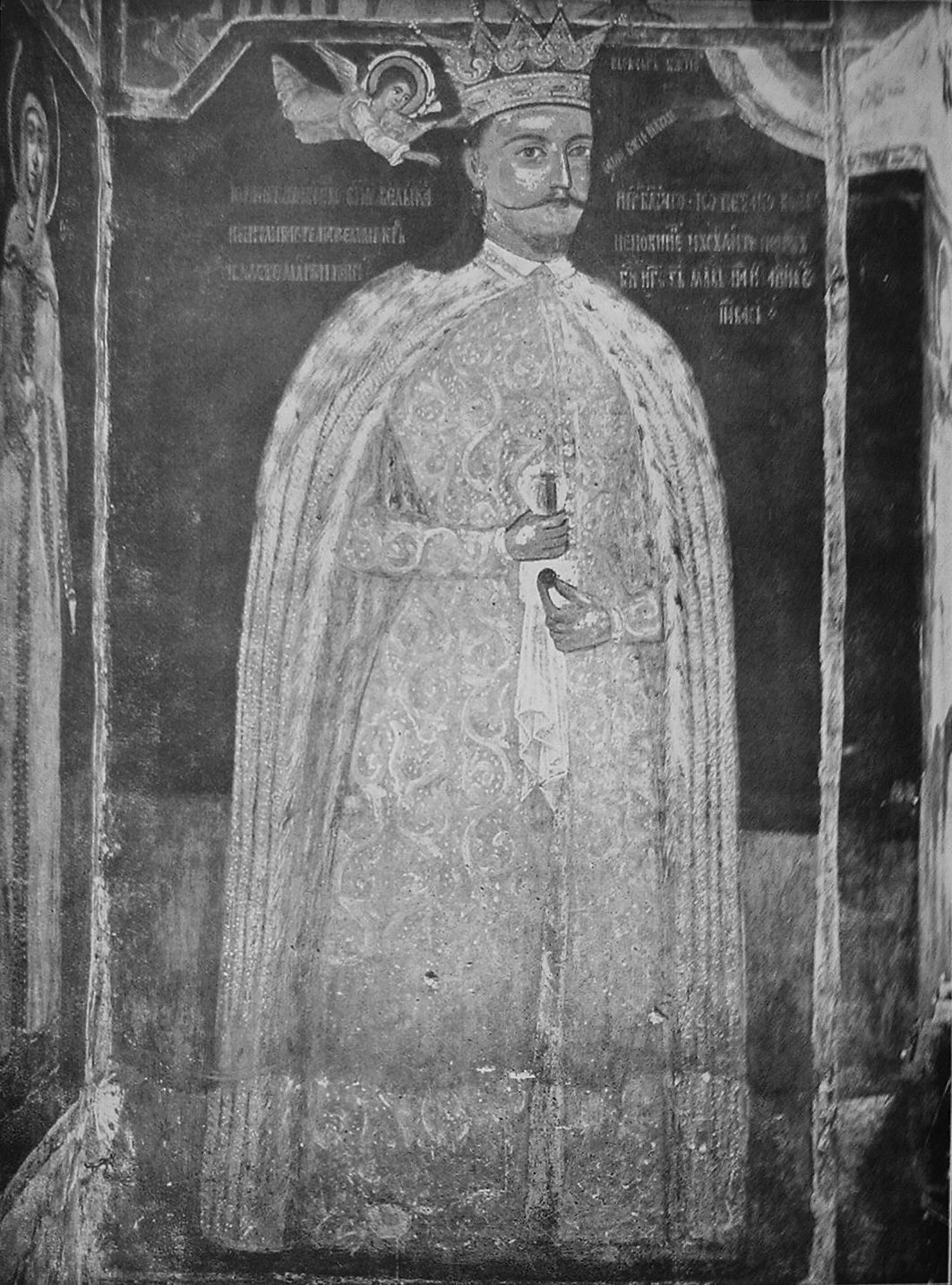
Piotr II Kolczyk, hospodar wołoski
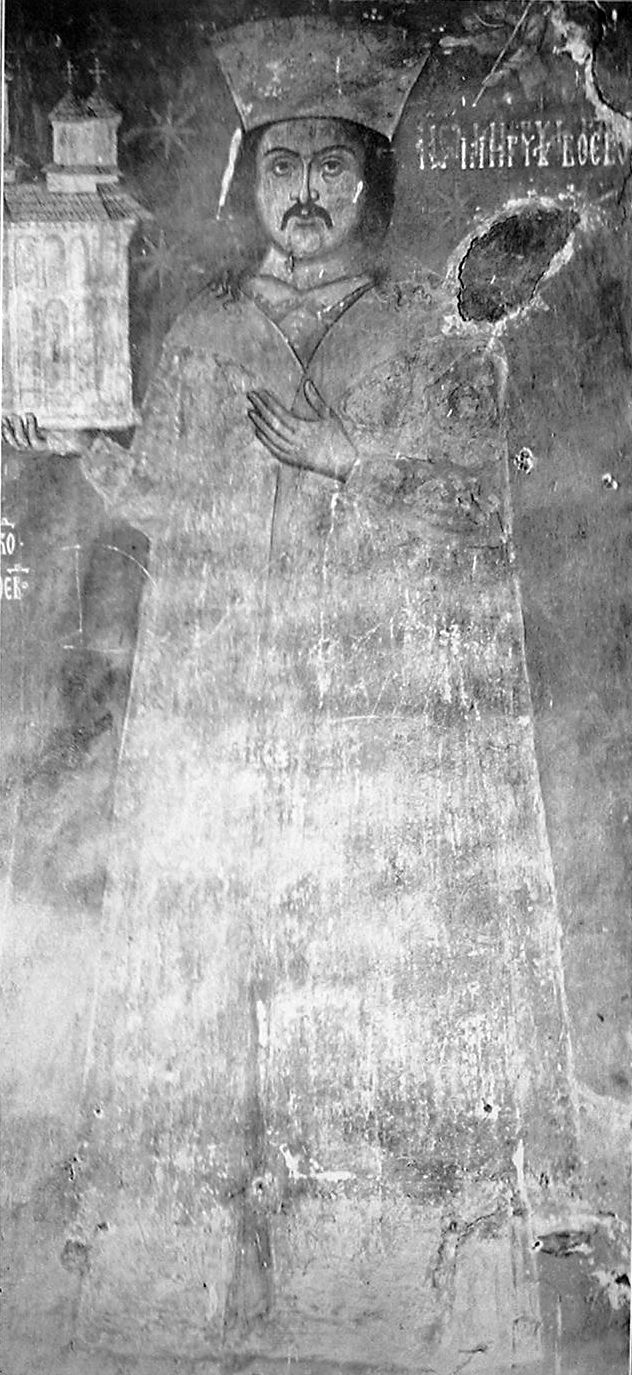
Mircza Pastuch, hospodar wołoski
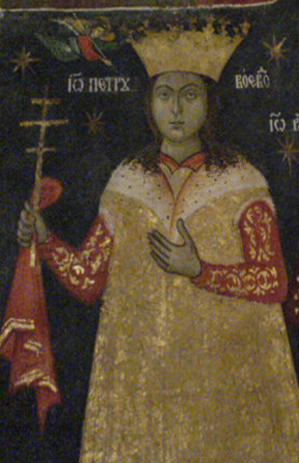
Piotr Młody, hospodar wołoski
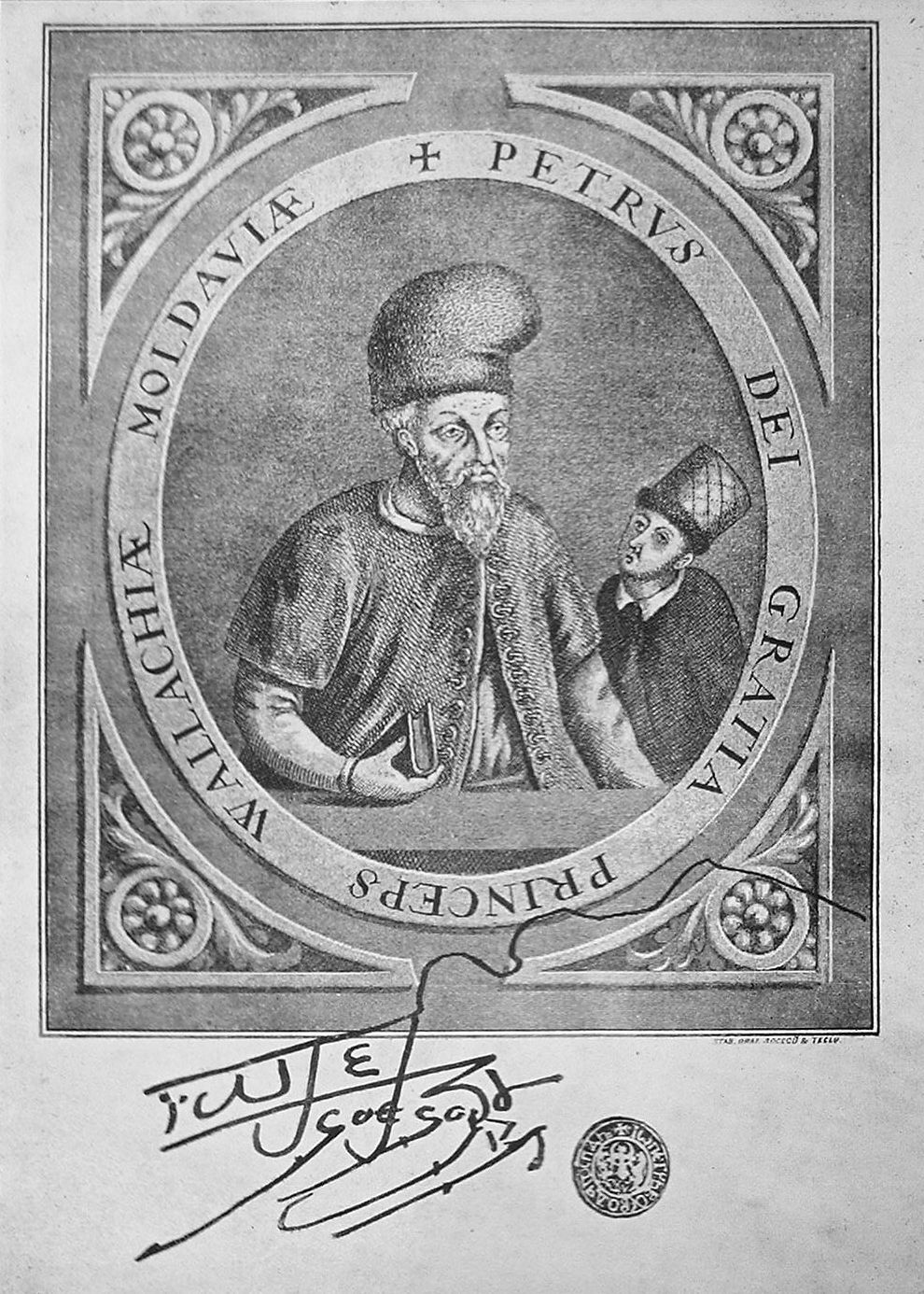
Piotr Kulawy, hospodar wołoski